# Straniger Alm

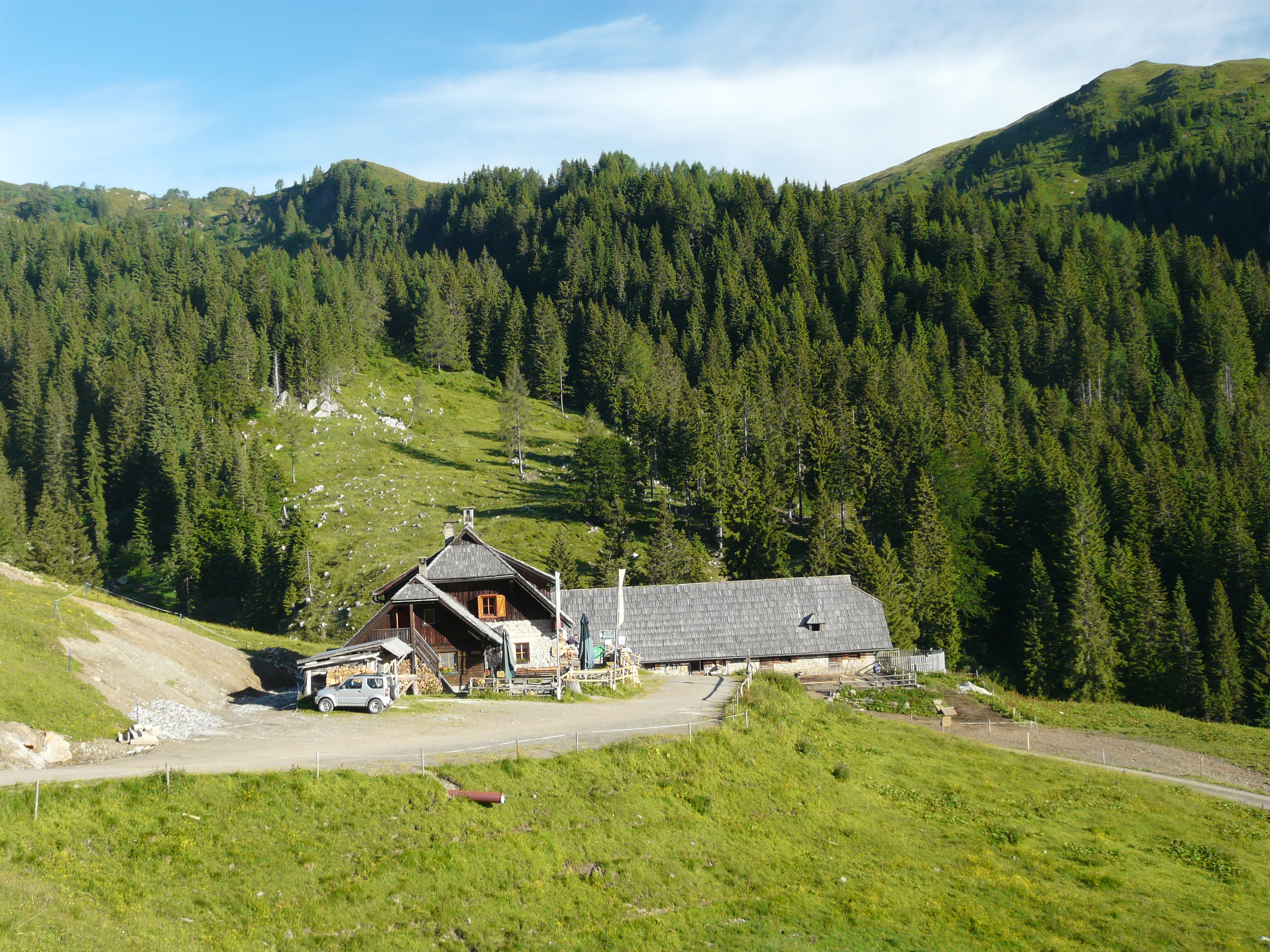
Die Straniger Alm in den Karnischen Alpen

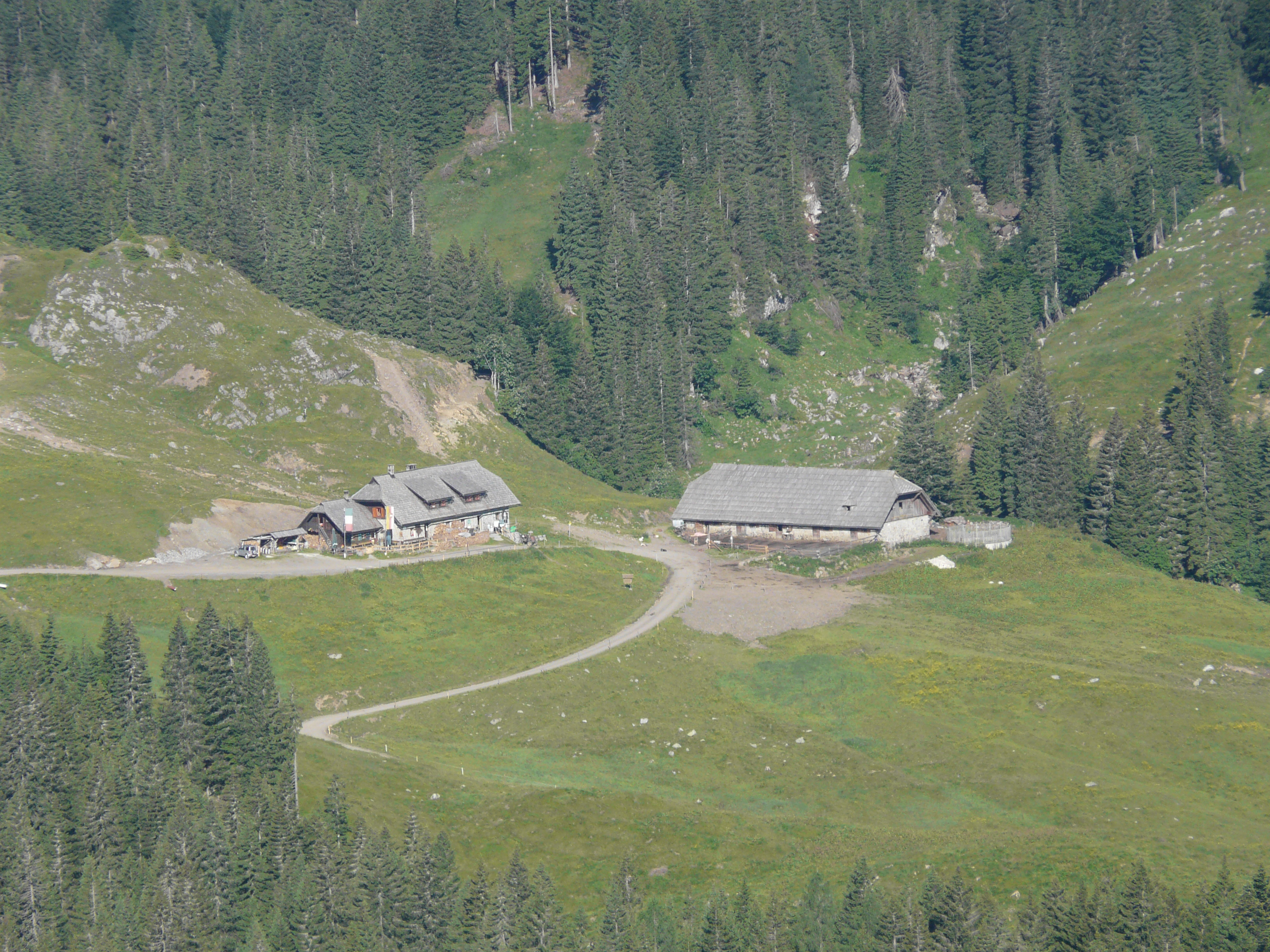
Die Straniger Alm, vom Karnischen Höhenweg aus gesehen

Die Straniger Alm ist ein auf 1479 m ü. A. Höhe gelegener Almgasthof im Kärntner Teil der Karnischen Alpen. Neben der Zollnerseehütte bildet sie die wichtigste Übernachtungsmöglichkeit auf dem zwischen Plöcken- und Naßfeldpass gelegenen östlichen Abschnitt des Karnischen Höhenweges. Sie bietet bis zu 25 Personen eine Unterkunft und ist von Anfang Juni bis Ende September geöffnet.

## Benachbarte Hütten, Almen und Gasthöfe
- Zollnerseehütte (1750 m) in 2½ Stunden
- Bivacco Ernesto Lomasti (1920 m), in 4 Stunden
- Sonnenalpe Naßfeld  (1552 m) auf dem Nassfeldpass, in 6½ Stunden